# 松下千紘
松下 千紘（まつした ちひろ、1994年3月12日 - ）は、日本のタレント。

## 人物
NSC女性タレントコース5期生。愛称は、ちーちゃん、まつちー。つぼみ大革命のメンバー。旧チーム体制ではcuteに所属し、2014年7月27日に梅田HEPHALLにて行われたイベント「つぼみフェス2014」にて発足された新チーム体制によりチームCoolに移籍した、その後2015年4月のメジャーデビューによるチーム再編成により「アイドル選抜」と「パワフル選抜」（2016年5月27日より「コスモス」「パワーフラワー」に改称）に名称変更され、相方の杉山優華、樋口みどりこ、糸原沙也加と共にアイドル選抜に選ばれる。
同期の杉山優華と「こまごめピペット」というユニットを組んでいる。

## 出演

### インターネット動画
過去
- つぼみのニコニコランド（ニコニコ動画）：金曜出演

現在
- つぼみ大革命の革命ナイト！（ニコニコ動画）

### テレビ
現在
- つぼみ公演（kawaiianTV） 過去に行われた舞台の録画放送、こまごめピペットとして出演

過去
- なにわエンタメ学園 ギャハ学（2010年2月27日 関西テレビ）
- アニメ&特撮大好き！O・BA・MA内のコーナー｢特捜指令！O・BA・BA｣に出演（Music Japan TV）
- ツキギメ! 奇跡のムチャぶり大作戦 ムチャレンジ!!（2013年5月8日 関西テレビ）
- 笑い飯のおもしろテレビ（2014年11月18日 2015年2月3日 2月11日 7月7日 サンテレビ）
- ロケみつ フライデー（毎日放送）こまごめピペットとして不定期出演
- ボートのつぼみ（サンテレビ）
- どきワク関西（J:COMチャンネル、火曜日のみ）

### ラジオ
現在
- つぼみのじゃんぐる♥レディOh！（YES-fm）火曜日のみ（レギュラー出演）

過去
- とびだしNSC(YES-fm）アシスタント（不定期）

### DVD
- ようこそ桜の季節へ（2009年12月23日 発売）
- つぼみの開花宣言!! ～はじめてのDVDガンバリました!～（2011年2月9日 発売）

### 舞台
- CORENET.eva（2010年5月5日、TRIANGLE）
- 「THE アイスビールショー」（2012年1月15日、5upよしもと） - つぼみダンス選抜ユニットmixの一員として出演
- 女子箱-アイドルボックス♯7-（2013年9月3日、OSAKA MUSE） - こまごめピペット

他